# Huisverdrag
Een huisverdrag of familieverdrag is een overeenkomst binnen een adellijke familie. De overeenkomst kan afspraken over opvolging binnen de familie bevatten of voorzien in huiswetten.
Huisverdragen werden door heel Europa gesloten, maar vooral in het Heilige Roomse Rijk en werden beschouwd als wetten. In de 19e eeuw en vooral na het revolutiejaar 1848 veranderde het juridisch inzicht sterk en kon men door grondwetten de huisverdragen zonder instemming van het parlement niet meer als bindende overeenkomst zien.
In Duitsland heeft de rechter vastgesteld dat de huisverdragen niet rechtsgeldig zijn. Zo kan het hoofd van het huis Hohenzollern niemand in zijn familie verplichten met iemand van dezelfde stand (Ebenbürtigkeit) of geloof te huwen. Volgens de huiswet zou een prins zijn titel anders kwijtraken. De rechter stelde vast dat de titel in het Duitse recht onderdeel van de naam is. In de huiswetten van het huis staat een dergelijke sanctie wel beschreven.

## Voorbeelden
- Bourbonse familieverdragen van 1733 en 1761 (Pacte de famille)
- Erneuerte Nassauische Erbverein (1783)
- Prima divisio (1255)